# Salpa
Genre
Salpa est un genre de salpes qui sont des tuniciers pélagiques.

## Liste des espèces
Selon World Register of Marine Species (18 juillet 2017) :
- Salpa aspera Chamisso, 1819
- Salpa fusiformis Cuvier, 1804
- Salpa gerlachei Foxton, 1961
- Salpa maxima Forskål, 1775
- Salpa thompsoni Foxton, 1961
- Salpa tuberculata Metcalf, 1918
- Salpa younti van Soest, 1973